# الإباضة الخفية
الإباضة الخفية أو الشبق الخفيٍ في الكائنات الحية هي قلة  التغيرات الملموسة في الأُنثى البالغة (على سبيل المثال التغير في المظهر أو الرائحة) عندما تكون خصبة وقريبة للإباضة. بعض التغيرات الملموسة هي تورم وإحمرار الأعضاء التناسلية في البابون والبونوبو وإطلاق الفيرمونات في عائلة القطط. علي النقيض فإن إناث البشر و القليل من الأنواع الأُخرى التي تعاني من شبق خفي  لديها القليل من العلامات الخارجية التي تدُل علي الخصوبة مما يصعب الأمر على الرفيق من الجنس الآخر استنتاج ما إذا كانت الأنثى قريبة من الإباضة أو لا.

## إناث البشر
عند البشر؛ تصل خصوبة المرأة البالغة إلي ذروتها لعدة أيام خلال دورة مُكررة كل شهر تقريبًا. تكرار وطول مدة التخصيب (الفترة التي يمكن ان تصبح فيها المرأة حامل) متغيرة بدرجة كبيرة من مرأة لأُخرى، ويمكن أيضًا أن تتغير للمرأة الواحدة علي مدار حياتها. يمتلك البشر إباضة خفية إذ لا يوجد علامات فسيولوجية خارجية، سواء بالنسبة للمرأة نفسها أو للأخرين من حولها، لحدوث الإباضة أو الخصوبة البيولوجية. معرفة دورة الخصوبة من خلال التجارب أو المصادر التعليمية تُمكن المرأة من تقدير مستوى خصوبتها في وقت معين (الوعي بالخصوبة). إمكانية البشر، شركاء الإنجاب المُحتملين على وجه الخصوص، باكتشاف مستوى خصوبة المرأة من خلال سلوكيات مُعينة أو إشارات بيولوجية غير مرئية هو محل نقاش واسع. يهتم العلماء بهذا السؤال نظراً لكونه مُتضمن تفسير للسلوك الاجتماعي البشري، ويمكنه نظريًا أن يعرض شرح بيولوجي لبعض التصرفات الجنسية عند البشر.
العديد من الدراسات الصغيرة وجدت أن النساء  في فترة التخصيب تظهر أكثر جاذبية للرجال من النساء في غير فترة التخصيب من دورتهم الشهرية، أو النساء التي تستخدم وسائل منع الحمل الهرمونية. كما أنه تم اقتراح أن صوت المرأة قد يصبح أكثر جاذبية للرجال أثناء تلك الفترة. دراستان صغيرتان علي ازواج أحادية فقط وجدت أن مبادرة النساء للمعاشرة الجنسية تكون أكثر بصورة ملحوظة اثناء التخصيب، علي عكس مبادرة الرجال للمعاشرة الجنسية والتي تكون بمعدل ثابت، دون اعتبار لدورة المرأة الشهرية. قد يكون وعي المرأة بإشارات الرجل للمغازلة يرتفع مع مرحلة الخصوبة لديها نظرًا لوجود وعي مُعزز بحاسة الشم لمواد كيميائية موجودة على وجه التحديد في رائحة جسم الرجل.
لم تجد تحليلات البيانات المُقدمة من الدراسات الأمريكية الديموغرافية والصحية بعد عام 1998 أي اختلاف في حدوث الجِماع خلال المراحل الشهرية (باستثناء فترة الطمث). هذا متضارب مع دراسات أُخري؛ التي وجدت أن رغبة الأُنثى الجنسية والرغبة في المعاشرة مع زوج آخر تميل إلى الزيادة أثناء الفترات من منتصف مسامي إلى التبويض (و هي أكثر مرحلة خصوبة). قد تكون تلك الاكتشافات للاختلافات بين الجنس المُبادر من المرأة والجنس المُبادر من الرجل بسبب وعي المرأة اللاشعوري بدورة الإباضة لديها (بسبب  التغيرات الهرمونية التي تجلعها تشعر برغبة جنيسة زائدة)، المُتباين مع قدرة الرجل على اكتشاف فترة الإباضة نظرًا كونها مستترة.
أعلن الباحثون عام 2008 عن اكتشاف هرمونات في السائل المنوي البشري والتي توجد عادة في النساء في مرحلة الإباضة. فقد وضعوا نظرية أن الهرمون المنشط للحوصلة، الهرمون اللوتيني والاستراديول قد يحفز الاباضة عند النساء المعرضة للسائل المنوي. عدم وجود تلك  الهرمونات في السائل المنوي لحيوان الشمبانزي، يشير أن تلك الظاهرة قد تكون إستراتيجية مضادة من ذكور البشر في مجابهة الإباضة الخفية عند إناث البشر. و باحثون آخرون مشككون أن المستوى القليل من الهرمونات في سائل الحيوان المنوي قد يكون له أي تأثير على الإباضة عند النساء. وضع مجموعة من المؤلفين نظرية أن الإباضة الخفية  والحيض كانت عوامل رئيسية في التطور الثقافي في المجتمع البشري القديم.

## الفرضيات التطورية
قدم علماء النفس التطوري عددا من التفسيرات المحتملة المختلفة للإباضة الخفية. يفترض البعض أن عدم وجود إشارة للدلالة على الإباضة في بعض الأنواع هي سمة تم الاحتفاظ بها من الأسلاف التطوريين، وليس شيئا كان موجود قديما ومن ثم اختفى. فلو فرضًا كانت تلك الإشارة موجودة من قبل ثم أختفت؛ فسيكون ذلك بسبب  قلة أهميته التكيفية، أو بسبب مزايا تكيفية مباشرة لإخفاء الإباضة. و لكن احتمال آخر مطروح (خاصة بالنسبة للبشر) هو أن بالرغم من غياب أشارات معينة للإباضة ؛إلا أن علم تشريح إناث البشر قد تطور إلى القدرة على تقديم محاكاة دائمة للإشارات الدالة على الخصوبة.

## فرضية الرعاية الأبوية
العديد من علماء الأحياء التطوريين يؤيدون بشدة فرضية الرعاية الأبوية. تدمج العديد من الفرضيات الخاصة التطور البشري فكرة أن النساء تطلب بشكل متزايد رعاية ابوية إضافية لصغارهن. الاعتماد المشترك في هذه الفكرة المطروحة في الكثير من الفرضيات المتعلقة بالتطور البشري تزيد من أهميتها من حيث هذه النظرية بالأخص.
هذه الفرضية تقترح أن الإباضة الخفية للإناث هي وسيلة للحصول على مساعدة الرجال في تربية النسل. يلخص شرودر هذه الفرضية المحددة في الورقة البحثية لالكساندر ونونان عام 1979: أنه إذا كان الإناث لم يعطوا إشارة خلال وقت الاباضة، فلن يكون بإمكان الرجال اكتشاف الفترة المحددة التي تكون الإناث بها خصبة. والذي بدوره سيؤدي إلى تغيير إستراتيجية الرجال للتزاوج؛ بدلا من التزاوج مع العديد من النساء على امل ان تكون احداهن على الاقل خصبة في تلك الفترة؛ يختارون عوضًا عن ذلك التزاوج مع انثى واحدة بشكل مُكرر طوال دورتها الشهرية. سيكون التزاوج ناجحًا بإحداث الحمل عندما يحدث في وقت الإباضة؛ لذلك فإن التزاوج المتكرر الذي استلزمته الاباضة الخفية سيكون الأكثر نجاحًا في نظرية التطور.
القابلية الجنسية المستمرة عند الاناث تقترح أن النشاط الجنسي البشري لا يُعرف بمجرد التكاثر فقط، بل يدور جزء كبير منه حلو الحب الزوجي والتواصل بين الزوجين. فالمعاشرة بين الزوجين عندما تكون المرأة حاملا بالفعل أو اثناء الفترة التي تكون فيها غير خصبة لا تؤدي إلى حمل ولكنها تقوي الترابط بين الزوجين. لذلك فإنه من المعتقد أن  تكرار المعاشرة الجنسية نتيجة الإباضة الخفية قد لعبت دورًا في تشجيع الترابط الزوجي في البشر.
الترابط بين الزوجين يكون مفيد جدًا للياقة التناسلية لكلا الزوجين طوال فترة الحمل، الرضاعة وتربية النسل. تتطلب فترة الحمل، الرضاعة وفترة الرعاية بعد الفطام تطلب كميات هائلة من الطاقة من جانب المرأة. بداية؛ يجب عليها أن تستهلك كمية أكبر من الطعام، ثم تزويد صغارها بالطعام بينما تقل قدرتها للبحث عن الطعام. يعتبر الاستثمار الإضافي للذكور لدعم الام وصغارها مفيد لجميع الأطراف. بينما يزود الرجل المرأة بالطعام؛ يتسنى لها أن تكرس وقتها وطاقتها لرعاية صغارهم. يستفيد النسل من الاستثمار الأبوي الإضافي على شكل طعام ودفاع من جهة الأب؛ وتلقي الاهتمام الكامل من جهة الأم. كلا الأب والأم من شأنهم من خلال هذا الاستثمار الأبوي المُشارك أن يزيدوا من فرص نسلهم للبقاء ومن ثم زيادة لياقتهم التناسلية. وبهذا الشكل يكون الانتقاء الطبيعي مؤيد لتأسيس الترابط الزوجي عند البشر. إلى الحد أن الإباضة الخفية تقوي الرابطة الزوجية، يكون الضغط الانتقائي ايضًا مؤيد للإباضة الخفية.
فرضة أخرى أكثر حداثة تشيد أن الإباضة الخفية ما هي إلا تكييف في شكل استجابة لنظام التزاوج المختلط، المشابهة لذلك الموجود في أقارب البشر التطوريين، الشمبانزي والبنوبو. النظرية هي أن الإباضة الخفية تطورت في الإناث للتقليل من يقين الأبوي، الذي سوف يقلل من فرص الإجهاض واحتمالية زيادة عدد الرجال المتحمسين لتقديم المساعدة في رعاية الصغار (الابوة المُقسمة). ذلك مدعوم بحقيقة أن جميع الثدييات ذوات الإباضة الخفية، مثل الدلافين واللانغور الرمادي، تكون غير ممنهجة على معاشرة رفيق واحد فقط، وأن جميع أنواع القردة التي تمتلك مجتمعات متعددة الذكور، مثل المجتمع الإنساني، تكون ايضًا متعددة الأزواج. يقال أن الأدلة مثل تأثير كوليدج، والتي تبين أن الرجل غير موجه بشكل طبيعي للحماية الجنسية لرفيقته( و هي منع الذكور الآخرين من الوصول لرفيقته الجنسية)، تؤيد الاستنتاج أن الجنس الزوجي الواحد( على الرغم من أنه قد لا يكون نابع من الترابط الزوجي) إلا أنه كان نادرًا الإنسان الحديث المبكر.

## فرضية تقليل قتل الأطفال
تقترح هذه النظرية أن ميزة تطور الإناث  لذوات شبق خفي؛ قد يؤدي إلى تقليل فرصة قتل الرجال للأطفال إذ لن يتمكنوا من تحديد وقتل صغارهم. هذه الفرضية مُؤيدَة من دراسات حديثة عن اللانغور الرمادي، موثقة الإباضة الخفية، والتزاوج المتكرر مع الذكور في غير فترة الخصوبة. هيسترمان يفترض أن الإباضة الخفية تُستخدم من قِبل الإناث لتشتيت التفكير في الأُبوة وبالتالي تقليل قتل الأطفال عند القردة. يوضح ذلك بأن بينما الإباضة تكون دائمًا خفية عند الإناث، يستطيع الذكور تحديد الأبوة بشكل محتمل وليس بشكل أكيد ومن ثم تقرير ما إذا سيقتل الطفل أم لا، بناءً على تكرار تزاوجه السابق معها، وبالتالي يكون غير قادر على الهروب من احتمالية أن يكون الطفل له، حتى وإن كان ليس على دراية بتزاوج رفيقته بذكور غيره.

## فرضية الجنس والمكافأة
يراجع شرودر نظرية قُدمت من سيمونز وهيل، أنه بعد الصيد، يتبادل الذكر اللحم بالجنس مع الأنثى. الإناث ذوات المحاكاة المستمرة للخصوبة تستفيد من الكثير من اللحم أكثر من الإناث الأخرى. إذا حدث ذلك بمعدل متكرر كافي، إذًا سيكون هناك فترة إباضة ضائعة، مع إشاراتها الجنسية المخصصة للإباضة التي ستختفي.

## فرضية الترابط الاجتماعي
يقدم شرودر فكرة «التناقص التدريجي في منتصف دورة الشبق وما يصحب ذلك من تقبل جنسي دائم للنساء» بسبب أنها تسهل ترتيب العلاقات الاجتماعية خلال الدورة الشهرية بتقليل حدة العنف الدوري بين الذكور في المنافسة على الأزواج. وقد قيل أن فترة الإباضة الممتدة عند البونوبو(الإناث في سن التناسل تكون في إثارة 75% من الوقت)  أن يكون لها تأثير مماثل لقلة الإثارة عند الإناث. بينما أن الإباضة الخفية عند البشر قد تطورت في ذلك الشكل بامتداد فترة الإباضة إلى حين أن تكون فترة غير مميزة، مماثلة للبنوبونو، تم رفض نظرية. يعرض شرودر اعتراضين لتلك النظرية: (1) يتوجب على الانتقاء الطبيعي أن يعمل في مستوى أعلى من الفرد وحده، والذي سيكون من الصعب إثباته. (2) الانتقاء، نظرًا لكونه يعمل على الفرد الأكثر نجاحًا في التناسل، سيفضل النجاح التناسلي الأعظم على الترابط الاجتماعي على حساب النجاح التناسلي.
على الرغم من ذلك، فمنذ 1993 عندما تمت تلك الكتابات، قد شهدت نماذج انتقاء المجموعات تجدد ملحوظ.

## فرضية الديوث
يكتب شرودر في مراجعاته أن بينشوف وثورنهيل افترضوا أن الشبق أصبح خفي بعد أصبحت العلاقات الأُحادية هي القاعدة في الانسان البدائي. الإباضة الخفية مكنت المرأة من التزاوج سرًا مع رجل لديه صفات وراثية فوقية، وبالتالي الاستفادة من تلك الجينات في نسلها، مع الاحتفاظ بمزايا الترابط الزوجي مع رفيقها الجنسي المعتاد. سيكون لدى رفيقها الجنسي المعتاد القليل من الأسباب التي تجعله يشك في إخلاص رفيقته له، نظرًا لكون الإباضه خفية، وسيكون لديه ثقة ابوية في نسله. تشجعه تلك الثقة أن يستثمر وقته وطاقته في مساعدتها لرعاية طفلها، بالرغم من أنه ليس منه. مرة أخرى، فكرة حيوية استثمار الرجل لبقاء ابنائهم كانت ترسيخ محوري لفرضية بخصوص الإباضة الخفية، حتى بالمزايا التطورية التي استفاد منها الأطفال، المرأة وشريكها الجنسي السري وليس شريكها الجنسي المعتاد.